# سرخدار (سرده)
سرخدار (نام علمی: Taxus) نام یک سرده از تیره سرخداریان است.
در زبان‌های ایرانی باستان به سرخدار تَخش می‌گفتند و تیروکمان را هم که معمولاً از چوب این درخت ساخته می‌شد تخش می‌نامیدند.
درخت سرخدار و تیروکمان ساخته از آن در زبان سکایی تَخشَه نامیده می‌شد و یونانیان به احتمال زیاد این واژه را از سکایی وام گرفته‌اند و واژه امروزی Taxus در زبان‌های اروپایی از همان وام‌واژه یونانی آمده است.